# Kustaa A. Tapola
Kustaa A. Tapola, finski general, * 1895, † 1971.